# Џирард (Пенсилванија)
Џирард (енгл. Girard) град је у америчкој савезној држави Пенсилванија.

## Демографија
По попису из 2010. године број становника је 3.104, што је 60 (-1,9%) становника мање него 2000. године.
| Група             | 2000.         | 2010.         |
| Белци             | 3.109 (98,3%) | 3.006 (96,8%) |
| Афроамериканци    | 12 (0,4%)     | 21 (0,7%)     |
| Азијати           | 6 (0,2%)      | 18 (0,6%)     |
| Хиспаноамериканци | 19 (0,6%)     | 22 (0,7%)     |
| Укупно            | 3.164         | 3.104         |